# Solon Irving Bailey

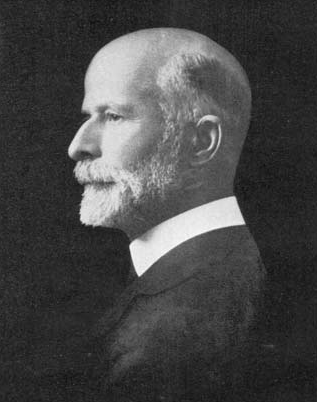
Solon Irving Bailey

Solon Irving Bailey (* 29. Dezember 1854 in Lisbon, New Hampshire, USA; † 5. Juni 1931 nahe Boston, Massachusetts) war ein amerikanischer Astronom, der von 1887 an beim Harvard College Observatory angestellt war.
Nachdem die Sternwarte den „Boyden Fund“ aus dem Nachlass von Uriah A. Boyden erhalten hatte, spielte Bailey eine wichtige Rolle bei der Suche nach einem Standort für das Boyden Observatory in Arequipa, Peru, und hatte von 1892 bis 1919 dessen Leitung inne. Er war auch einer der ersten, der meteorologische Studien in sehr hoch gelegenen Wüstengegenden in Peru durchführte. 1892 wurde er in die American Academy of Arts and Sciences gewählt, 1923 in die National Academy of Sciences.
Boyden Station wurde im Jahre 1927 wegen der besseren Wetterbedingungen nach Bloemfontein in Südafrika verlegt und wurde als Boyden Observatory (Boyden-Sternwarte) bekannt. Bailey führte intensive Studien an veränderlichen Sternen in Kugelsternhaufen in der südlichen Hemisphäre durch. Außerdem maß er mit großer Genauigkeit auch die Periode der Helligkeitsschwankungen von (433) Eros während dessen Opposition in 1903. Nach dem Tod von Edward Charles Pickering war Bailey von 1919 bis zur Berufung von Harlow Shapley im Jahre 1921 geschäftsführender Direktor des Harvard College Observatory.

## Entdeckungen
(504) Cora, ein Asteroid.

## Nachrufe
- MNRAS 92 (1932) 263 (englisch)
- PASP 43 (1931) 317 (englisch)
- Nachrufe auf S.I. Bailey im Astrophysics Data System

| Personendaten    | Personendaten              |
| ---------------- | -------------------------- |
| NAME             | Bailey, Solon Irving       |
| KURZBESCHREIBUNG | US-amerikanischer Astronom |
| GEBURTSDATUM     | 29. Dezember 1854          |
| GEBURTSORT       | Lisbon, New Hampshire, USA |
| STERBEDATUM      | 5. Juni 1931               |
| STERBEORT        | bei Boston, Massachusetts  |